# Tipula tyranna
Tipula tyranna är en tvåvingeart som beskrevs av Alexander 1946. Tipula tyranna ingår i släktet Tipula och familjen storharkrankar. Inga underarter finns listade i Catalogue of Life.